# Osman Kebir
Osman Kebir, ook Osman Mohammad Yusuf genoemd, is een Soedanees politicus.
Hij is sinds een paar jaren de gouverneur van de provincie Noord-Darfoer in Soedan. Kofi Annan ontmoette hem in de hoofdstad van de provincie El Fasher in 2004, voor de bescherming van mensen van dorpen in
Darfoer.